# 日本國有鐵道KiHa01系柴油客車

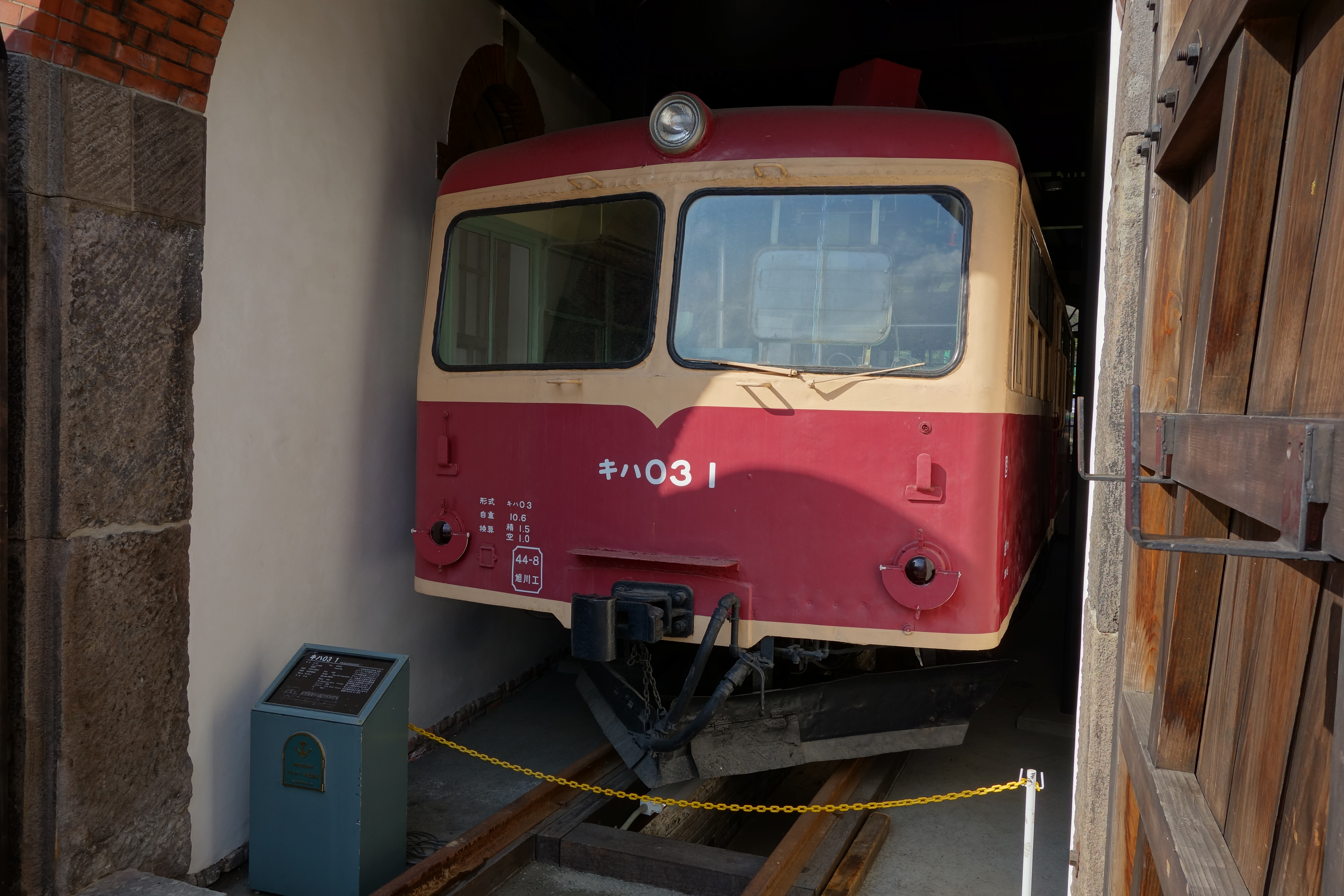
小樽市綜合博物馆靜態保存的KiHa 03 1號車。

KiHa 01 系柴油客車是日本国有鐵道從1954年開始製造，用用於低運量的地方路線小型鐵路動力客車。
KiHa 01 系並非國鐵的制式編號，而是為了方便將基於相同设计理念所製造的數型車輛總稱。具體來說包括 KiHa 01型、 Kiha 02型（原 KiHa 10000型）、 KiHa 03型（原 Kiha 10200型），以及由KiHa01型改造的KiUNi 01型。

## 概述
開發的目標是為了在運量不大的地方路線改善收支平衡並增加班次，而將公路巴士的技術運用于铁路车辆，發展出車身略長於十公尺而使用柴油引擎的雙軸動力客車。於1954年4辆原型车开始行駛於木原线，到1956 年，在日本各地的地方路線共有49輛車行駛。
所有車輛均由东急汽车制造所製造。後來巴士車體大廠富士重工也受這類客車影響，而更進一步利用巴士部件（例如採用巴士規格的鋼材）開發出採用機械傳動的兩軸柴油客車。該廠為羽幌煤礦鐵道製造了KiHa11號車（1959年3月），為南部纵贯铁道製造KiHa10型車（1962年），但並未為國鐵製造本類車輛。

## 發展歷程
1953年（昭和28年），日本国铁總裁長崎惣之助出访欧洲，在西德參觀了為地方路線製造的“Schienenomnibus ”（铁道巴士），回國後下令開發類似的小型柴油客車。或許是受到德國車輛的影響，後來造出了雙軸四輪，車輛高度較低的單節客車。
然而日本國鐵的技術與營運人員的想法與長崎總裁不同；他們較熱衷於開發使用液力變矩器的大型動力客車並致力於車身輕量化，對於「鐵道巴士」並不是那麼關心。
「交通技術」雜誌1953年10月號「柴油動力客車特集」介紹了日本國鐵的柴油客車政策和發展。日本國鐵運轉局列車課長石原米彥撰文「國鐵柴油客車的動向」 ，特別提到「輕型柴油客車（軽気動車）」為車重10噸、載客52人、最高時速70公里（基本上就是KiHa10000的規格），並表示雖然已經設計完成，但卻不是很欣賞： 「坦白說，我認為它的用途並不大，因為適合這種類型的低運量鐵路線很少。」
以容量50人左右的小型客車行駛於每天單程約1000人運量的閒散路線，需要20個往返，這實在不切實際。在這樣的路線上，最繁忙的時候一列普通火車可能可以載運250位乘客，但輕型柴油客車就算擠滿人也只能載運約120人。將普通列車改用輕型柴油客車行駛，使得排點與車輛運用相當困難。石原甚至表示「我認為輕型柴油客車的需求量頂多20輛左右」、「如果是在北海道的豪雪地區使用的話，將會有廣泛的用途」，但整體來說他認為應當增加可總控重聯運轉的大型柴油客車並擴大使用範圍，並不欣賞小型鐵道客車。雖然最後國鐵使用的輕型柴油客車數量超出了石原的預期，但到了1956年也只生產了49輛（後期主要使用於北海道）。即使是在地方路線，也因高峰時段的運能問題而很快就被一般型柴聯車取代，基本上符合石原的顧慮和預測。
在同一本「交通技術」雜誌，負責開發的國鐵工作局職員橋本正一在題為「輕型動力客車（軽動車）」的文章中介紹了歐洲的鐵道巴士，並討論如果日本國鐵使用這類車輛時的情況。文中指出「國鐵是否需要此類車輛，似乎存在許多爭議」。 
最初打算在戰時被列為「不要不急線」而停駛的白棚线使用此類車輛，僅使用KiHa 10000型，並在車上安裝台階而不加高月台，以降低營運成本。
然而後來白棚線改為公車專用道路，KiHa 10000 型與同樣計劃用於牽引白棚線货运列车的DD11型柴油機車一起失去了舞台。於是決定將車門改為標準規格，行駛木原线。

## 各類型
包括以下三型共 49 輛車（以及改造車一型一輛）。

### KiHa 01型
舊型號為 KiHa 10000 型，共生產了 12 輛（10000 - 10011）。 1954年製造的原型車10000 - 10003號車，針對溫暖地區設計。車頂有6個強制通風器，座椅為橫排座位，後於1957年重新編為KiHa 01 1-4號車。所有車輛從啟用到報廢都配屬於千葉鐵道管理局。
於1955年製造第二批車10004～10011號車，針對寒冷地區，有四個強制通風裝置，地板下有引擎罩。使用長條型座椅。後改編為KiHa 01 51-58號車。最初所有車輛都配屬於北海道，但在引入了強化耐寒和防雪構造的KiHa 10200型（後改編為KiHa 03型）后，除了三輛車外，所有車輛都離開北海道，拆除抗寒設備後使用於四国、山阴地區。

### KiHa 02型
舊型號為KiHa 10000型，是1955年生產的第三批次17輛車（10012～10028）。其車身結構與前兩批有差異。 10012 - 10022是寒冷地區的規格，10023 - 10028則是溫暖地區使用。編號更改後並未細分而是依數字順序成為KiHa 02 1 - 17。
寒冷地區型车辆一開始配置於北海道，但後來除了 KiHa 02 11 號車以外，其他車輛都移到北海道以外使用。温暖地區型车辆從啟用到廢車都用于中国、九州地区，包括三江北线。在松浦线上，也曾將本型車輛當成無動力客車編組於列車末尾，行駛至佐世保站。

### KiHa 03型
舊型號為 KiHa 10200 型，為第四批次生產，1956 年生產了 20 輛（10200 - 10219）。 針對酷寒地區設計，採用雙層玻璃窗並裝有雪犁 ，外觀上，與KiHa 02（溫暖地區車型）不同之處除了有雪犁以外，還有笛罩和引擎罩。改變編號後成為KiHa 03 1 - 20。所有車輛從啟用到廢車都用於北海道東部和北部的路線 。

### KiUNi01型
Kiha 01 55 于1962 年改裝為郵政行李車；這也是本系列車種中唯一的改裝車，改編為KiUNi 01 1號。曾與採液體傳動的一般型柴聯車行駛於三江北线，於1966年停用報廢。

## 車身
车体为普通钢半硬殼式結構，總長10公尺。KiHa 01型驾驶室位於中央，前端有三扇窗；駕駛室位於左側的 KiHa 02 和 KiHa 03 型則採「湘南式」的二扇窗。 
使用厚度為1.2毫米的薄外板以求減輕重量，但與最初的12輛車相比，後來的車輛將鋼板側柱從2.3毫米厚減低到1.6毫米厚，屋頂鋼板的厚度從1.2毫米減少到0.9毫米，進一步減輕了車重。
車門採用巴士的雙折門，車窗也是當時巴士常見的二段式車窗，上段用H型橡膠固定，下段可升降。此外，KiHa 03型專為在極寒地區使用而設計，客窗為雙層玻璃窗以抵禦寒冷 。車內燈和通風裝置也是使用一般巴士零件。
車頂高度略低於3公尺，與巴士車身一致，但為了方便乘客上下月台，車身寬度與一般柴油客車相同，結果就是寬扁的小車身外型。
座位為與當時的一般巴士類似的低椅背長凳，且車內沒有廁所，不適合長途行駛。列車內飾板由塗漆薄胶合板製成，類似於同時期的大型柴聯車。
暖氣倒是比同時期的大型柴聯車先進；後者僅利用引擎廢氣的餘熱，熱量不足。本類型車最初利用散热器冷却水餘熱以加熱空氣。北海道的車輛還配備了強大的輕油燃燒式加熱器，用於加熱引擎周圍由引擎罩覆蓋的區域，以防凍結。
採用仿照戰前機械傳動式動力客車的簡易式連結器以減輕重量，而非同時期液體傳動式柴聯車使用的小型密著式連結器。雖然這種連結器可以與自动連結器相互連結，但須人工操作插銷與拔銷而無法自動操作，强度也較低。
後來，在四國使用的一些車輛上，車身前下擺加裝了一般汽車零件的鋼板製保险杠。

## 主要設備

### 引擎/變速機/逆轉機
引擎乃基於日野柴油工业公司開發，用於卡車和公路客車的直列6缸DS系列柴油發動機，但將汽缸改為臥式排列。四輛原型車搭載的是 DS21 型（連續額定輸出60 ps /1,200 rpm ），後來改為增強版 DS22型（連續額定輸出 75 ps/1,700 rpm） 。採用此系列引擎主要是為了降低車輛地板的高度 。
採用机械式傳動，使用一般公路客車的變速箱與離合器。逆轉機並不是一般公路客車所使用的型式，但當時既有的動力客車所用的逆轉機太大了，所以設計了較小的新型逆轉機。
為了降低製造成本，一開始就放棄了總控裝置，重聯運轉時每輛車都需要有駕駛員控制。

### 走行裝置
走行裝置結構與當時的兩軸货车相似，但將弹簧係數設定較軟以增加搭乘舒適性。
採用輪面制动器取代了笨重的铸铁制动器，並在每個車輪的外側安裝了類似汽車使用的鼓式制动器。

## 實際營運
本型車設計上是用於短程的快速運輸 ，並藉由增加班次密度提高地方路線的服務便利。但實用上有很多問題。
最大的缺點是車輛太小，無法應付尖峰時段或乘客暴增時的運輸。由於為了降低製造和開發成本而沒有安裝總控重聯裝置，多輛車重聯運轉時每輛車都需要有一位駕駛員操作， 結果反而增加了人力成本。此外由於鐵道閉塞與信號規定，無法像巴士一樣一輛接著一輛行駛（續行運轉） 。也因此，不可能在尖峰時段與一般大型動力客車並用。
採用固定軸，底盤構造與減震機制與貨車差不多，以降低成本，結果乘坐舒適性不佳，振動與噪音甚大。簡單化的座椅雖然減輕重量，但又小又不舒服。沒有廁所，不適合長途搭乘，旅客抱怨頗多。
相較之下，西德 schinenomnibus 的車重約為 13 噸，配備一台輸出功率為 110 - 150 PS 的發動機，或車重約20噸，裝有兩部輸出功率130 - 150 PS 的引擎，其動力相對強勁。且雖然採用機械式變速機，但配有電磁總控重聯裝置，在高峰時段可以自由編組，除動力車重聯外還可牽引無動力拖車，最多六輛編組而無需增加駕駛員，運用靈活。且雖然車體不大卻有廁所，採用翻背椅適合長途搭乘。雖然只有兩軸，但避震系統採用螺旋彈簧甚至空氣彈簧，提升乘坐舒適性。
然而，為了降低成本，日本的鐵道巴士缺乏schinenomnibus的大部分優點 。下表為 KiHa 01 型與 VT95 和 VT98 型（西德的典型schinenomnibus）之間的比較。
| 型式     | 製造年      | 輛數  | 全長       | 自重   | 機関                                       | 變速機                     | 枕簧               | 軸簧 | 座椅                               | 廁所 |
| -------- | ----------- | ----- | ---------- | ------ | ------------------------------------------ | -------------------------- | ------------------ | ---- | ---------------------------------- | ---- |
| キハ01系 | 1954 - 56年 | 49輛  | 約10.9公尺 | 約10噸 | 水平直列6缸×1部 排氣量約7.0L 65 - 75PS     | 機械式 手動操作4段變速     | 無                 | 板簧 | 固定橫座椅 /半橫座 座位 36 - 40 人 | 無   |
| VT95型   | 1950 - 55年 | 569輛 | 約13.3公尺 | 約13噸 | 水平直列6缸×1部 排氣量約8.7L 110 - 150PS   | 機械式 電磁空氣控制6段變速 | 螺旋彈簧           | 板簧 | 旋轉座椅 座位56 - 60人             | 有   |
| VT98型   | 1953 - 62年 | 333輛 | 約14.0公尺 | 約20噸 | 水平直列6缸×2部 排氣量約8.7L 130 - 150PS×2 | 機械式 電磁空氣控制6段變速 | 螺旋彈簧 /空氣彈簧 | 板簧 | 旋轉座椅 座位58 - 60人             | 有   |

由於車身結構設計類似一般巴士，使用壽命不長。在北海道地區，到了1966年就都由一般大型柴油客車取代了；其他地區最後運用是1968 年在臼之浦线。之後除了保存車外全被拆解，並未轉讓給私鐵或日本國外。
有不少主張認為，如果某地區僅用鐵道巴士就足敷運輸需求的話，那麼乾脆改用不需要維護軌道的普通公路巴士負責運輸就好了（另见赤色83线和特定地方交通線）。 後來國鐵並未繼續開發相關技術，也無後繼車款。

## 後續發展
如上所述，富士重工基於公路巴士車體，生產了1輛羽幌煤礦鐵道Kiha 10型（1959年）和南部縱貫鐵道Kiha 10型（1962年），共三輛車。之後，「鐵道巴士」的概念在日本不受重視。
1982年（昭和57年），開始認真討論日本国铁的合理化經營时，富士重工再度以巴士設計推出小型鐵路動力客車，称为LE-Car。1984年以後在自1984年以来，富士重工的4轮小型LE-Car使用於第三部门鐵道、名古屋铁道和近江鐵道，不過運量仍未能應付尖峰時段的大量乘客，且由於車輛太輕，有時造成平交道警告號誌的感應問題，不久就被大型的一般型柴油客車與電車取代。這再次證明這種級別的小型柴油客車難以應付日本鐵路的實際狀況。
富士重工于2002年（平成14年）退出鐵路車輛製造。

## 保存車
KiHa03 1號車報廢後，保存在旭川車輛所，于1967年被指定為準鐵道紀念物。後來以靜態保存於小樽市綜合博物馆（铁道科学历史馆）   。
KiHa 02 9號車保存在肥前池野站舊址，用作兒童圖書館，但年久失修後於1983年左右拆解。

## 脚注